# Benavites (kommunhuvudort)
Benavites är en kommunhuvudort i Spanien.   Den ligger i provinsen Província de València och regionen Valencia, i den östra delen av landet, 300 km öster om huvudstaden Madrid. Benavites ligger 20 meter över havet och antalet invånare är 649.
Terrängen runt Benavites är platt åt sydost, men åt nordväst är den kuperad. Närmaste större samhälle är Sagunto, 5,7 km söder om Benavites.